# Jimmy Kite

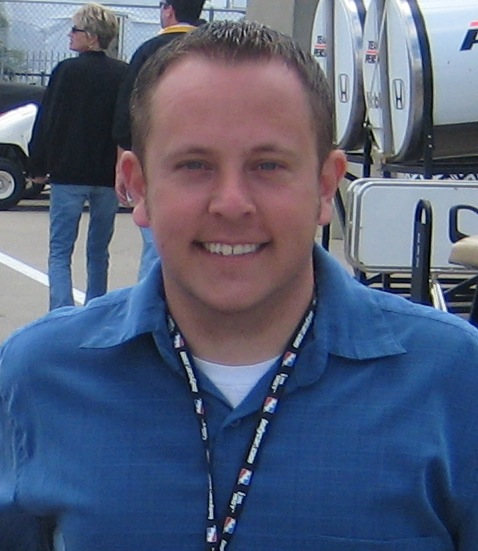
Jimmy Kite 2008

James „Jimmy“ Kite (* 18. Februar 1976 in Effingham, Illinois) ist ein US-amerikanischer Automobilrennfahrer.

## Karriere
Er debütierte 1997 in der Indy Racing League, wo er an über 30 Rennen teilnahm, inklusive vier Starts bei den Indianapolis 500. 2005 beabsichtigte er, an der NASCAR Craftsman Truck Series teilzunehmen. Er startete bei vier Rennen, bevor er zurück zu den Indy Cars wechselte, wo er bei Hemelgarn Racing den verletzten Paul Dana ersetzte und ab dem Indianapolis 500 auch den Rest der Saison blieb.
Seit dem Ende der Saison 2005 hat er sich größtenteils aus dem Rennsport zurückgezogen und im November 2006 die JK Hobby World gegründet. Sein Versuch, sich mit PDM Racing für das Indianapolis 500 2007 zu qualifizieren, scheiterte. Für das Rennen 2008 bekam er keinen Platz in einem Team.